# Frank Moser (regista)
Frank Moser (Oketo, 1886 – 1937) è stato un regista e illustratore statunitense, cofondatore della Terrytoons, società di produzione di film di cartoni animati. Tra il 1918 e il 1937 diresse 202 film.

## Biografia
Studiò arte alla Art Students League e alla National Academy of Design a Oketo. Iniziò a disegnare per la produzione di cartoni animati per la Des Moines Register and Leader, prima di trasferirsi a New York nel 1916. Nel 1929 assieme a Paul Terry fondò la Moser & Terry che divenne Terrytoons. Moser fu il più prolifico animatore della Terrytoons, spesso autore di oltre il cinquanta per cento dei disegni di ogni film. Era anche l'unica persona accanto a Terry e al direttore musicale Philip A. Scheib a ricevere i crediti sullo schermo.
Moser dipinse paesaggi negli ultimi anni della sua vita e li espose in gallerie a New York e Westchester County. Fu membro della Allied Artists of America, dell'American Water Color Society e del Salmagundi Club. Fu uno dei membri fondatori e il primo tesoriere della Hudson Valley Art Association e il suo storico fino alla sua morte avvenuta al Dobbs Ferry Hospital all'età di 78 anni.